# Antonia Thomas
Antonia Laura Thomas (Londres, 3 de novembro de 1986) é uma atriz e cantora britânica. Tornou-se conhecida pelo seu papel na série de ficção científica Misfits como Alisha Bailey. Estudou na Bristol Old Vic Theatre School, onde se formou bacharel em artes cênicas, graduando-se em 2009.
Antonia era membro do National Youth Theatre.
Participou do clipe Charlie Brown da banda Coldplay.

## Filmografia

### Cinema e televisão
| Ano           | Título                           | Personagem    |
| ------------- | -------------------------------- | ------------- |
| 2024          | Bagman                           | Karina McKee  |
| 2020          | Small Axe                        | Gretl Logan   |
| 2017-presente | The Good Doctor                  | Claire Browne |
| 2016-presente | Lovesick                         | Evie          |
| 2015          | The Musketeers                   | Samara        |
| 2014          | The Hybrid                       | Steinmann     |
| 2014          | Northern Soul - No Ritmo da Vida | Angela        |
| 2013          | Paganini - The Devil's Violinist | -             |
| 2013          | Sunshine on Leith                | Yvonne        |
| 2012          | Spike Island                     | Lisa          |
| 2010          | The Deep                         | Maddy         |
| 2009-2011     | Misfits                          | Alisha        |